# Нижний Циглат
Нижний Циглат (осет. Дæллаг Цъигълат), ранее Нижняя Окона (осет. Дæллаг Окона, груз. ქვემო ოქონა — Квемо-Окона) — селение в Знаурском районе Южной Осетии. Расположено на правом берегу реки Средняя Проне, на высоте 820 метров над уровнем моря и в 3,5 км к югу от Знаура. Южнее села проходит гос.граница Южной Осетии с собственно Грузией.

## Население и история
По переписи 1989 года в селе жило 273 жителя, из которых грузины составили 199 человек (68 %), осетины — 74 человека (32 %). Доля осетинского населения значительно сократилась после событий 1989-91 годов. С Августа 2008 года — под контролем РЮО.
В селе представлены следующие фамилии:
Зассеевы
Цховребовы

Гучмазовы

Пухаевы

Хугаевы

Тедеевы

## Сельское хозяйство
В советское время в селе было две животноводческие фермы. После осетино-грузинского конфликта 1989-92 годов они были разрушены.
Развито садоводство. Основные культуры — сливы, яблоки,груши,айва,грецкий орех,алыча и виноград.